# Regente
Un regente (del latín regens: gobernación, gobierno) es una persona designada para gobernar un estado porque el monarca es menor, está ausente o está incapacitado. La regla de un regente o regentes se llama regencia. Un consejo regente o regencia puede formarse ad hoc o de acuerdo con una norma constitucional. Regente es a veces un título formal. Si el regente mantiene su posición debido a su posición en la línea de sucesión, a menudo se usa el término compuesto príncipe regente; Si el regente de un menor es su madre, a menudo se la conoce como reina regente. 
Si el regente designado formalmente no está disponible o no puede servir temporalmente, un regent ad interim (regente e interino) puede ser designado para llenar la vacancia. 
En una monarquía, un regente generalmente gobierna debido a una de estas razones, pero también puede ser elegido para gobernar durante el interregno cuando la línea real se ha extinguido. Este fue el caso en el Reino de Finlandia y el Reino de Hungría, donde la línea real se consideró extinta después de la Primera Guerra Mundial. En Islandia, el regente representó al Rey de Dinamarca como soberano de Islandia hasta que el país se convirtió en república en 1944. En la Mancomunidad polaco-lituana (1569-1795), los reyes eran electivos, lo que a menudo conducía a un interregno bastante largo. Mientras tanto, fue el primado católico (el arzobispo de Gniezno) quien sirvió como regente, denominado interrex (Latín: gobernante 'entre reyes' como en la antigua Roma). En la pequeña república de San Marino, los dos capitanes regentes, o Capitani Reggenti, son elegidos semestralmente (cumplen un mandato de seis meses) como jefes de Estado y de gobierno conjuntos. 
Los períodos de regencia famosos incluyen el del Príncipe Regente, más tarde Jorge IV del Reino Unido, que dio lugar a muchos términos, como la era de la Regencia y la arquitectura de la Regencia. Estrictamente, este período duró de 1811 a 1820, cuando su padre George III estaba insano, aunque cuando se usa como etiqueta de período generalmente cubre un período más amplio. Felipe II, duque de Orleans fue regente de Francia desde la muerte de Luis XIV en 1715 hasta que Luis XV alcanzó la mayoría de edad en 1723; esto también se usa como etiqueta de época para muchos aspectos de la historia de Francia, como Régence  en francés, nuevamente tiende a cubrir un período bastante más amplio que la regencia real. El término griego equivalente es epitropos  (επίτροπος), que significa supervisor. 
A 2020, Liechtenstein (bajo Luis, Príncipe heredero de Liechtenstein) es el único país con una regencia activa.

## Otros usos

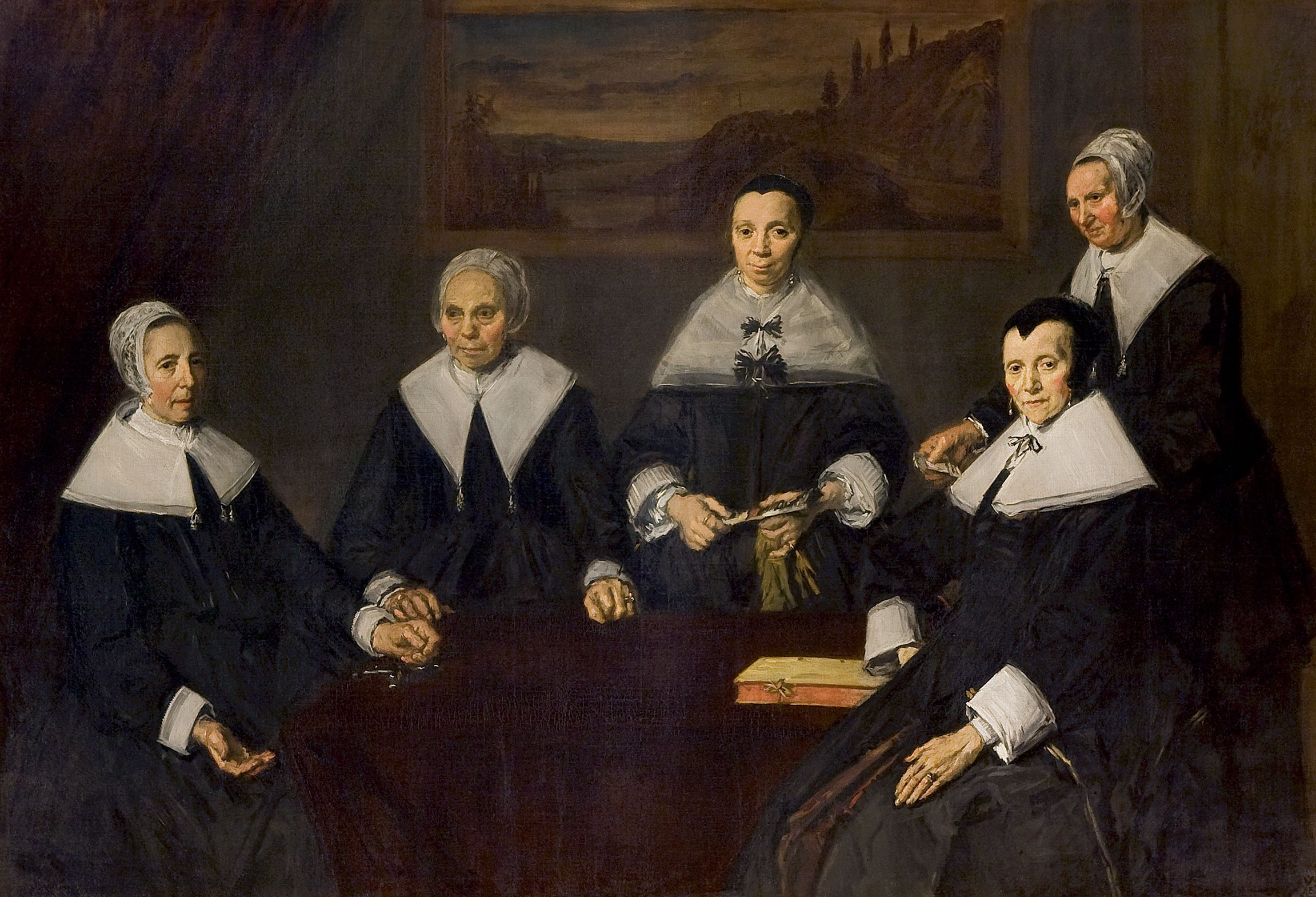
Regentes de la casa de ancianos del viejo hombre en Haarlem, Frans Hals, 1664

El término regente puede referirse a posiciones inferiores al gobernante de un país. El término puede usarse en el gobierno de las organizaciones, típicamente como un equivalente de "director", y ser mantenido por todos los miembros de una junta de gobierno en lugar de solo el equivalente del director ejecutivo. Algunos gerentes universitarios en América del Norte se denominan regentes y un consejo de administración de un colegio o universidad puede denominarse "Consejo de Regentes". En el estado de Nueva York, todas las actividades relacionadas con la educación pública y privada (K-12 y postsecundarias) y la licencia profesional son administradas por la Junta de Regentes de la Universidad Estatal de Nueva York, cuyos miembros designados se llaman regentes. El término "regente" también se utiliza para los miembros de los órganos rectores de instituciones como los bancos nacionales de Francia y Bélgica. 
En la República Neerlandesa, los miembros de la clase dominante, no formalmente hereditarios, sino que formaban una clase patricia de facto, eran informalmente conocidos colectivamente como regenten (el plural neerlandés para regente) porque generalmente ocupaban cargos como "regentes" en las juntas de la ciudad, consejos, así como instituciones benéficas y cívicas. El retrato grupal de regentes, regentenstuk o regentessenstuk para juntas femeninas en neerlandés, literalmente "pieza de regentes", es un retrato grupal de la junta de fideicomisarios, llamada regentes o regentes, de una organización o gremio caritativo. Este tipo de retrato grupal fue popular en la pintura neerlandesa de la Edad de Oro durante los siglos XVII y XVIII. En las Indias Orientales Neerlandesas, un regente era un príncipe nativo al que se le permitía gobernar el "estado" colonizado de facto como un regentschap (véase este término). En consecuencia, en el estado sucesor de Indonesia, el término regente se usa en español para referirse a un bupati, el jefe de un kabupaten (gobierno local de segundo nivel). 
De nuevo en Bélgica y Francia, (Régent en francés o en neerlandés) Regente es el título oficial de un maestro en una escuela secundaria inferior (escuela secundaria), que no requiere un título universitario pero está capacitado en una escuela especializada normale (escuela normal). 
En Filipinas, específicamente, la Universidad de Santo Tomás, el Padre Regente, que debe ser sacerdote dominicano y, a menudo, también maestro, sirve como jefe espiritual de la institución. También forman el Consejo de Regentes que sirve como el consejo administrativo más alto de la universidad. En la Compañía de Jesús, un regente es un entrenamiento individual para ser jesuita y que ha completado sus estudios de noviciado y filosofía, pero aún no ha progresado a los estudios de teología. A menudo se asigna un regente en los jesuitas para enseñar en una escuela u otra institución académica como parte de la formación hacia los votos finales. 
En una de las dos grandes epopeyas de la India, el Mahabharata, encontramos lo siguiente en el primer capítulo: después de que el Rey Santanu había muerto, Devavrata (alias Bheeshma) el octavo hijo del rey [y el único hijo sobreviviente] a través del Ganga celestial, gobernó el reino como el Regente de Hastinapura (después de instalar al Príncipe Chitrangada [hijo de Santanu a través de la mujer pescadora Satyavati (alias MatsyaGandhi)] como YuvaRaja (es decir, príncipe heredero); VichitraVeerya era el hermano menor de Chitrangada). Para una versión en inglés de la epopeya, consulte el libro de Kamala Subramaniam. En virtud del hecho de que la epopeya fue informada por el sabio Vedavyasa, lo consideramos el segundo reportero verdadero de una guerra, {el primero fue el sabio Valmiki, el autor de la otra epopeya Ramayana}, alrededor del año 5000 a. C., esto fue el primer caso registrado de un regente gobernando un reino.